# Asadollah Alam
Amir Asadollah Alam (Biryand, 1 de abril de 1919-Teherán, 14 de abril de 1978) fue un político iraní, primer ministro entre 1962 y 1964. Fue igualmente ministro de la Corte, rector de la Universidad Pahlaví y gobernador de Sistán y Baluchistán. 
Alam fue el principal confidente de Mohammad Reza Shah. Descendiente de una de las más antiguas familias del este de Irán, en 1946 integró la corte Pahlaví y desde entonces hasta su muerte, en los comienzos de la Revolución Islámica, sirvió al Sah como consejero. Algunos conjeturan que su falta en esas circunstancias pudieran explicar las vacilaciones del sah entre 1977 y 1978 y, por tanto, la revolución. Sus memorias, publicadas a título póstumo, muestran sin embargo –en opinión de Ervand Abrahamian– que Alam formaba en buena medida parte de los problemas.

## Distinciones honoríficas
- Gran cruz de la Orden del Mérito Civil (Estado español, 08/10/1969).[2]